# Max Abegglen
Max "Xam" Abegglen (Neuchâtel, 11 de abril de 1902 – 25 de agosto de 1970) foi um futebolista suíço, medalhista olímpico.
Max Abegglen  competiu nos Jogos Olímpicos de Verão de 1924, ele ganhou a medalha de prata como membro da Seleção Suíça de Futebol.
O clube suíço Neuchâtel Xamax, duas vezes campeão nacional, e nomeado com um palíndromo do seu apelido "Xam" de Xamax, em homenagem a Max Abegglen.

## Ligações Externas
- Perfil em Footbaldatabase